# Antonio Pérez Olea
Antonio Pérez Olea (Madrid, 11 de desembre de 1923 - ibídem, 5 de gener de 2005) va ser un compositor de música espanyol, reconegut per les seves composicions per a obres cinematogràfiques.

## Biografia
Pérez Olea va cursar la seva formació musical al Reial Conservatori de Madrid, sent alumne deixeble de Jesús Guridi (1886-1961) i Conrado del Campo (1878-1953).
Va orientar la seva carrera musical a les produccions cinematogràfics, per això, gràcies a una beca va estudiar la diplomatura en Òptica i Càmera en el Centro Sperimentale de Cinematografia de Roma, juntament amb Jordi Grau i Solà.
Pertany a la generació de l'anomenat "Nou Cinema Espanyol", realitzant les bandes sonores de pel·lícules dirigides per Vicente Aranda, Mario Camus, Fernando Fernán Gómez, Jordi Grau i Solà, Luis García Berlanga o Manuel Summers.

## Premis i nominacions
Cercle d'Escriptors Cinematogràfics
| Any  | Categoria            | Pel·lícules                                                          | Resultat  |
| ---- | -------------------- | -------------------------------------------------------------------- | --------- |
| 1964 | Millor labor musical | La tía Tula                                                          | Guanyador |
| 1965 | Millor música        | El juego de la oca Con el viento solano Ninette y un señor de Murcia | Guanyador |
| 1966 | Millor música        | Mestizo                                                              | Guanyador |

- 1958 – Premio Ciutat de Barcelona.
- 1965 – Con el viento solano, dirigida per Julio Buchs
Premi del Sindicat Nacional de l'Espectacle a la Millor banda sonora.

## Filmografia parcial

### com a compositor
- 1962 – Noche de verano - Director: Jordi Grau i Solà
- 1963 – Del rosa al amarillo - Director: Manuel Summers
- 1963 – Se necesita chico - Director: Antonio Mercero
- 1963 – Fiesta con toro - Director: Gonzalo Sebastián de Erice
- 1964 – Joaquín Murrieta - Director: George Sherman
- 1964 – Los cien caballeros (I cento cavalieri) - Director: Vittorio Cottafavi
- 1964 – La niña de luto - Director: Manuel Summers
- 1964 – El espontáneo - Director: Jordi Grau i Solà
- 1964 – Muere una mujer - Director: Mario Camus
- 1964 – La tía Tula - Director: Miguel Picazo
- 1965 – Con el viento solano - Director: Mario Camús
- 1965 – Ninette y un señor de Murcia - Director: Fernando Fernán Gómez
- 1965 – Acteón - Director: Jordi Grau
- 1965 – La visita que no toco el timbre - Director: Mario Camus
- 1965 – Fata Morgana - Director: Vicente Aranda
- 1966 – Mestizo - Director: Julio Buchs
- 1966 – Consigna: Tánger 67 - Director: Sergio Sollima
- 1967 – Oscuros sueños de agosto - Director: Miguel Picazo
- 1967 – Una historia de amor - Director: Jordi Grau
- 1967 – Codo con codo - Director: Víctor Auz
- 1969 – Un, dos, tres, al escondite inglés - Director: Iván Zulueta
- 1969 – Soltera y madre en la vida - Director: Javier Aguirre
- 1970 – Las gatas tienen frío - Director: Carlos Serrano
- 1970 – El alma se serena - Director: José Luis Sáenz de Heredia
- 1970 – ¡Vivan los novios! - Director: Luis García Berlanga
- 1970 – El bosque del lobo - Director: Pedro Olea
- 1971 – Adiós, cigüeña, adiós - Director: Manuel Summers
- 1972 – La novia ensangrentada - Director: Vicente Aranda
- 1972 – Chicas de club - Director: Jordi Grau
- 1976 – El hombre que supo amar - Director: Miguel Picazo
- 1976 – Nosotros que fuimos tan felices - Director: Antonio Drove
- 1978 – El hombre que supo amar - Director: Miguel Picazo
- 1978 – Cartas de amor de una monja - Director: Jordi Grau
- 1981 – Jalea Real - Director: Carlos Mira

### com a director de fotografia
- 1963 - Fiesta con toro - Director: Gonzalo Sebastián de Erice
- 1965 - Ninette y un señor de Murcia - Director: Fernando Fernán Gómez